# Olivia Lonsdale
Olivia Lonsdale (Amsterdam, 1994) is een Brits-Nederlands actrice.

## Biografie
Lonsdale werd geboren in een gezin met een Britse vader en een Nederlandse moeder. Ze voltooide de havo aan het Geert Groote College Amsterdam. Ze heeft in 2013 auditie gedaan voor de toneelschool, maar werd afgewezen.  Lonsdale speelde een rol in de film Prins uit 2015 van Sam de Jong, die ook tijdens buitenlandse filmfestivals werd vertoond. Ze kreeg landelijke bekendheid door haar optreden in de videoclip van de nummer 1-hit Drank & Drugs van Lil' Kleine en Ronnie Flex.
In dat jaar speelde ze een hoofdrol in de televisiefilm Geen koningen in ons bloed van regisseur Mees Peijnenburg, die in het kader van de serie One Night Stand werd uitgezonden door de VARA, VPRO en NTR. In september 2015 startten de opnames voor de Nederlands-Belgische speelfilm Monk, waarin Lonsdale een hoofdrol speelt.
In 2019 speelde ze Pippa, een van de hoofdrollen in Vals, een film gebaseerd op het gelijknamige boek van Mel Wallis de Vries.
Ook had ze een rol in De belofte van Pisa, een film gebaseerd op het gelijknamige boek van Mano Bouzamour.
Samen met onder meer Michiel Romeyn (vooral bekend van Jiskefet) speelde ze in een viertal afleveringen van de door Romeyn geproduceerde Amazon Prime Video Exclusive tv-serie Trecx.